# ماهیچه دالی
ماهیچهٔ دالی (به انگلیسی: Deltoid Muscle) که ماهیچهٔ دلتوئید هم خوانده می‌شود، ماهیچه‌ای در بدن انسان است که محیط گرد شانه را تشکیل می‌دهد. ظاهر این ماهیچه به حرف «د» (دال) و همچنین حرف Δ یونانی (دلتا) شباهت دارد و علت نامگذاری آن نیز همین امر است.
این عضله بزرگترین و قوی‌ترین عضله شانه است و برجستگی شانه را می‌سازد. این عضله سطحی شانه شامل سه بخش قدامی، میانی و خلفی است و هر سه بخش قابل لمس هستند و در مردان به‌طور نسبی بزرگتر است. سر ثابت این عضله از یک سوم بخش خارجی ترقوه، بالای زائده سرشانه‌ای (آکرومیون)، و خار کتف شروع می‌شود و به وسط سطح خارجی بازو می‌چسبید.
این ماهیچه در ظاهر از سه مجموعه الیاف جداگانه تشکیل شده‌است اما ماهیچه‌نگاری الکتریکی نشان می‌دهد که عضله دالی در اصل دست کم از هفت گروه از الیاف تشکیل شده که حرکات هر یک جداگانه توسط دستگاه عصبی مرکزی هماهنگ می‌شود.
خاستگاه ماهیچه دالی، استخوان ترقوه و سرشانه (اخرمی) است، پیوندگاه آن از برجستگی دالی (توبروزیته دلتوئید) استخوان بازو، عصب‌گیری آن از عصب زیربغلی (اگزیلاری) و کار آن دور کردن، خم کردن و باز کردن بازو است.

## کارکرد
این عضله در حرکات فلکسیون، اکستانیسون و آبدوکسیون بازو دخالت دارد.

## کلاهک گرداننده
چهار ماهیچه بالاخاری، زیرخاری، زیرکتفی و ماهیچه گرد کوچک (ترس مینور) مانند کلاهکی دور تا دور کپسول مفصل شانه چسبیده‌اند و باعث تقویت این مفصل می‌شوند و حرکات چرخشی این مفصل را ایجاد نموده و کنترل می‌نمایند.

## نگارخانه

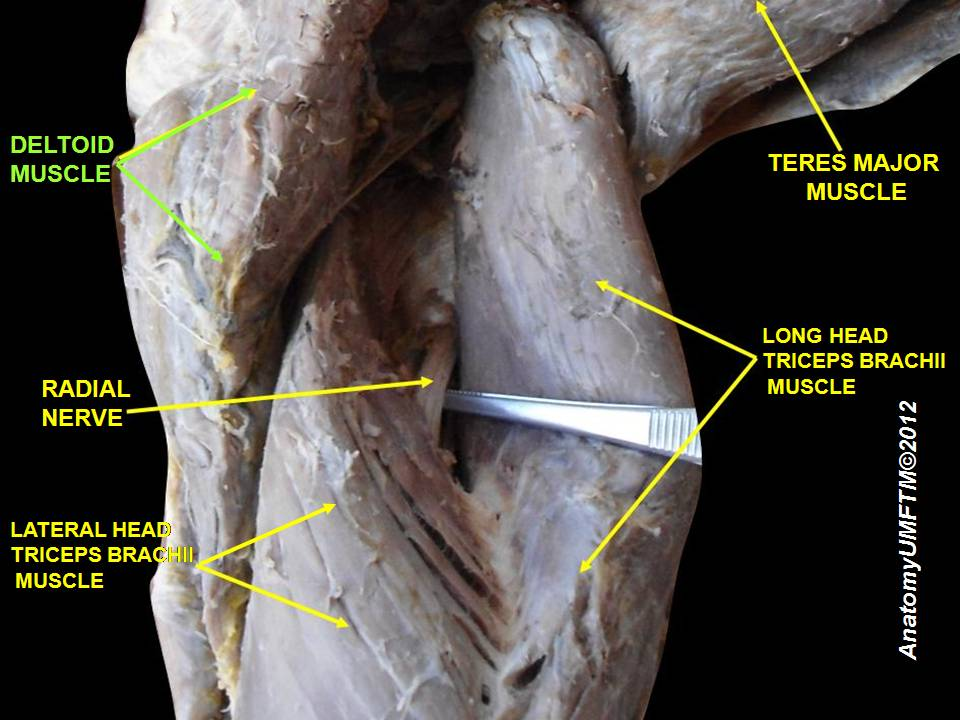